# Municipio de Salt Creek (condado de Reno)
El municipio de Salt Creek (en inglés: Salt Creek Township) es un municipio ubicado en el condado de Reno en el estado estadounidense de Kansas. En el año 2010 tenía una población de 451 habitantes y una densidad poblacional de 3,22 personas por km².

## Geografía
El municipio de Salt Creek se encuentra ubicado en las coordenadas 38°3′55″N 98°5′27″O / 38.06528, -98.09083. Según la Oficina del Censo de los Estados Unidos, el municipio tiene una superficie total de 140.02 km², de la cual 139,57 km² corresponden a tierra firme y (0,33 %) 0,46 km² es agua.

## Demografía
Según el censo de 2010, había 451 personas residiendo en el municipio de Salt Creek. La densidad de población era de 3,22 hab./km². De los 451 habitantes, el municipio de Salt Creek estaba compuesto por el 95,57 % blancos, el 0,22 % eran afroamericanos, el 0,44 % eran amerindios, el 0,44 % eran asiáticos, el 0,22 % eran de otras razas y el 3,1 % eran de una mezcla de razas. Del total de la población el 1,33 % eran hispanos o latinos de cualquier raza.